# Alter Pedroso
Pour les articles homonymes, voir Pedroso.
Alter Pedroso est une ville portugaise de la paroisse et de la municipalité d'Alter do Chão.

## Historique
C'était une ville et le siège d'une municipalité jusqu'au début du libéralisme[pas clair]. Celle-ci était composée uniquement de la paroisse du siège. Une fois éteinte[Quoi ?], elle a été incorporée à la municipalité également supprimée depuis de Cabeço de Vide. 
La paroisse fut également éteinte à la fin du XIXe siècle et annexée à celle d'Alter do Chão.

## Patrimoine

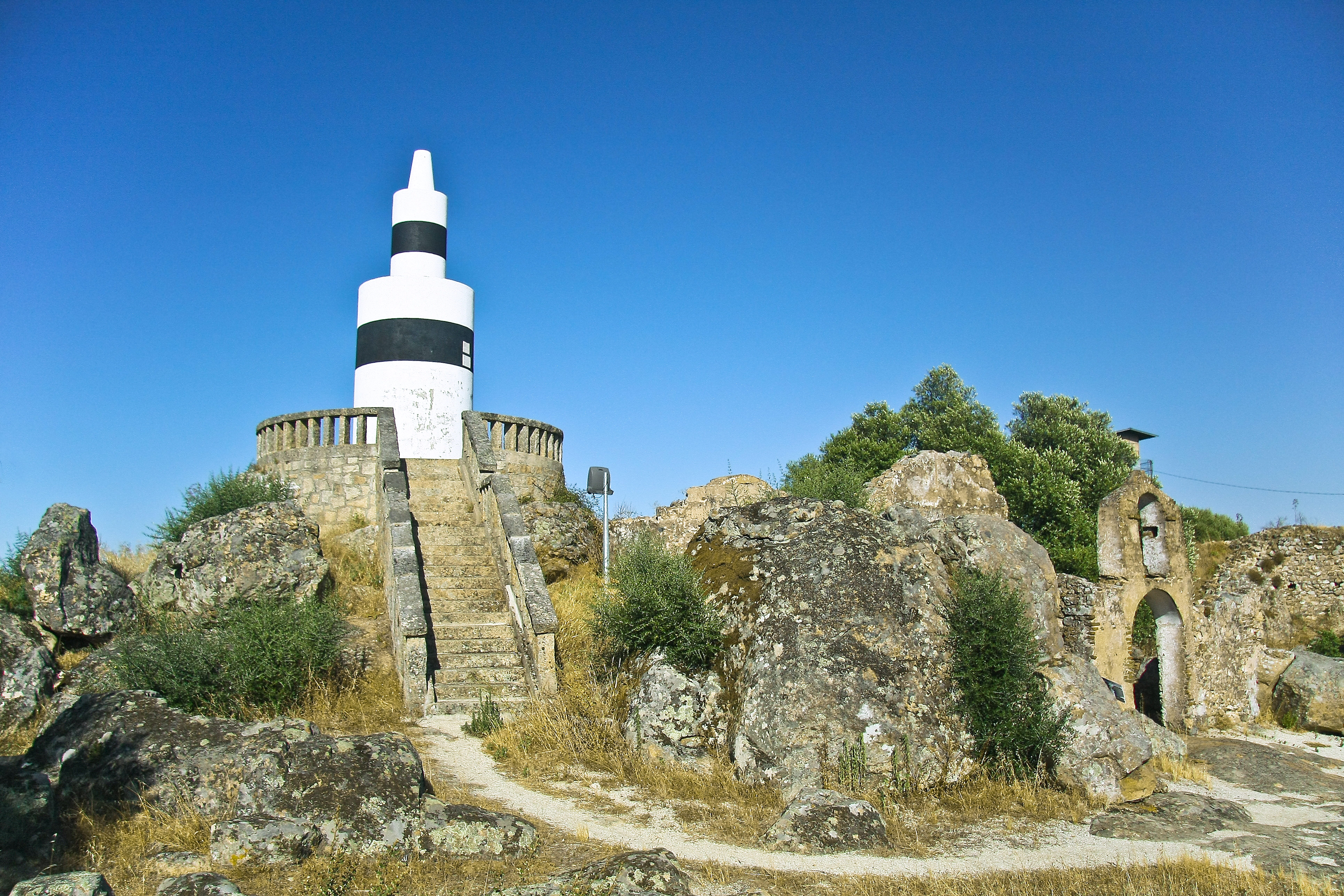
Ruines du château d'Alter Pedroso.

- Château d'Alter Pedroso, qui faisait partie de la ligne de défense de l'Alentejo lors de la guerre de Restauration.